# Мурена середземноморська
Мурена середземноморська (Muraena helena) — вид риб родини муренових (Muraenidae) ряду вугроподібних (Anguilliformes).

## Поширення
Вид поширений у східній Атлантиці від півдня Британських островів до Сенегалу, включаючи Середземне море, Азорські острови, Мадейру, Канарські острови та Кабо-Верде. Трапляється на глибині до 50 м.

## Морфологія
Має кремезне змієподібне тіло з маленькими круглими зябровими отворами. Досягає максимум 1,5 м в завдовжки. Грудного плавця немає. Спинний, хвостовий і анальний плавці зрощені разом і утворюють єдиний плавець. Маленькі круглі очі. Морда широка, заходить за очі, зуби загострені. Забарвлення зазвичай темно-коричневе з жовтуватою або білуватою мармуровістю. Зябровий отвір вистелений чорною плямою.

## Спосіб життя
Харчується ракоподібними, головоногими молюсками та рибою. Нерест відбувається на мілководді прибережних водойм. Ікра і личинки вільно плавають у воді і розносяться морськими течіями.